# Алча-Башат
Алча-Башат (кирг. Алча-Башат) — село в Узгенском районе Ошской области Кыргызстана. Входит в состав Джалпак-Ташского аильного округа. Код СОАТЕ — 41706 255 813 09 0

## Население
По данным переписи 2023 года, в селе проживало 280 человек.